# Oskar Frech
Die Oskar Frech GmbH + Co. KG hat ihren Stammsitz im baden-württembergischen Schorndorf. Das Unternehmen ist im Bau von Maschinen für den Druckguss tätig. Weitere Niederlassungen in Deutschland befinden sich in Plüderhausen und Velbert. Weltweit ist Frech im Vereinigten Königreich, Frankreich, Spanien, Italien, Österreich, Polen, der Tschechischen Republik, Schweden, den USA, Brasilien, der Volksrepublik China, Hongkong, Singapur, Taiwan, Indien und Russland vertreten.
Die Geschäftsbereiche erstrecken sich über die Bereiche Warmkammer- und Kaltkammer-Druckgießmaschinen für Magnesium, Aluminium und Zink. Des Weiteren ist das Unternehmen auch im Werkzeugbau, in der Wartung älterer Maschinen, im Leasing von Druckgießmaschinen und in der Herstellung von Automatisierungseinrichtungen für Druckgießmaschinen tätig.

## Geschichte
Die Gründungs- und Entwicklungsphase
Der Werkzeugmachermeister Oskar Frech gründete FRECH am 1. März 1949 in Schorndorf-Weiler.
Im Untergeschoss seines Wohnhauses in der Schorndorfer Straße konzentrierte er sich zunächst auf die Herstellung von Druckgieß- und Kunststoff-Spritzgießformen. 1952 wurde am heutigen Stammsitz eine Fabrik gebaut und bereits 1959 die erste Warmkammer-Druckgießmaschine hergestellt und ausgeliefert. Hierbei handelte es sich um ein Modell eines Warmkammer-Druckgieß-Automaten mit zehn Tonnen Schließkraft für die Legierungen Zink, Zinn und Blei.
Übergabe an den Sohn und Aufbau des Maschinenbaus
1965 übergab Oskar Frech die Unternehmensleitung an seinen Sohn Wolfgang Frech. Der neue geschäftsführende Gesellschafter brachte bereits 1966 den ersten serienmäßigen Warmkammer-Druckgieß-Automaten für Magnesium und ein Jahr später den ersten Kaltkammer-Druckgießautomaten auf den Markt. Im Jahr 1971 wurde die Leichtmetall-Gießerei Moneva („MOderneNichtEisenVerArbeitung“) gegründet, die bereits kurz nach ihrer Gründung täglich über 4.000 Druckguss-Teile für Tachometer an die deutsche Automobilindustrie auslieferte. Im selben Jahr setzte sich die Fokussierung auf den Maschinenbau mit Herstellung der ersten vollautomatischen Gießzelle fort.
Internationalisierung und neue Geschäftsfelder
Um den Absatz zu steigern, wurde 1976 mit FRECH France die erste Tochtergesellschaft im Ausland gegründet und der Grundstein für die Internationalisierung gelegt. Im Jahr 1982 wurde das wichtige Geschäftsfeld FRECH Engineering ins Leben gerufen und 1984 die Maschinensteuerung DataControl in den Markt eingeführt. Im selben Jahr verstarb am 9. September Firmengründer Oskar Frech im Alter von 83 Jahren.
Expansion nach Asien und erste Akquisitionen
Mit Gründung einer Tochtergesellschaft in Shanghai (China) leitete FRECH 1987 die Expansion nach Asien ein. Im gleichen Jahr wurden die Mikroprozess-Steuerung und eigene Peripheriegeräte in das Portfolio aufgenommen. Im Jahr 1988 trat Roland Fink als technischer Geschäftsführer in das Unternehmen ein. Zudem erfolgte mit der Übernahme der PreTec Schweiz die erste Akquisition und damit eine Erweiterung der Kompetenz in der Messtechnik und im Steuerungsbau. 1992 wurde die Produktion von Warmkammer-Druckgießmaschinen für den taiwanesischen Markt aufgenommen. 1994 erfolgte die Markteinführung des neuen Steuerungskonzepts DATA-Mat-Vario-Control-ControlRC sowie der neuen Warmkammer- und Kaltkammermaschinentypen. Im Jahr 1996 wurde FRECH Asia gegründet.
Ausbau der Kompetenz rund um die Druckgießmaschine
1997 übergab Wolfgang Frech die Geschäftsführung an Michael Marks, der die Expansion fortsetzte. Um die Kompetenz rund um die Druckgießmaschine zu erhöhen, erwarb die FRECH Group im Jahr 1998 das Unternehmen Spesima Bulgarien, einen Hersteller von Peripheriegeräten, und ROBAMAT Österreich, ein auf die Temperiertechnologie spezialisiertes Unternehmen. Um den Bereich Ofentechnologie im Portfolio abdecken zu können, wurde 2000 die Meltec Österreich gegründet. Im Jahr 2001 wurde FRECH Skandinavien aufgebaut, ein Jahr später eine Moneva-Tochtergesellschaft in Polen.
Entwicklung zum globalen Markt- und Technologieführer
Nachdem bereits 2002 Dr. Norbert Erhard die technische Geschäftsführung von Roland Fink übernommen hatte, schied ein Jahr später Michael Marks aus der Geschäftsführung aus. 2004 wurde Dr. Ioannis Ioannidis Sprecher der Geschäftsführung. Unter seiner Führung setze FRECH seinen Expansions- und Wachstumskurs fort. Im Jahr 2006 wurde die Tochtergesellschaft FRECH Tools Poland gegründet, die Druckgießwerkzeuge fertigt. Im gleichen Jahr wurde das Unternehmen Namensgeber für das Oskar Frech SeeBad in Schorndorf. Zum 1. Dezember 2007 übernahm das Unternehmen den Bereich Druckgießtechnik mit 45 Mitarbeitern vom einstigen Wettbewerber Müller Weingarten. 2008 wurde in Plüderhausen das ehemalige Schuler-Hydrap-Gelände mit einer Produktionsfläche von 24.000m2 erworben, welches zum neuen Produktionsstandort umgebaut wurde. Zu Ehren der Frau des Firmengründers Oskar Frech wurde 2009 der ‚Emilie F. Pavillon‘ in Plüderhausen eröffnet, der den Mitarbeitenden bis heute als Kantine dient. Dr. Ioannis Ioannidis, der im November 2016 die Wirtschaftsmedaille des Landes Baden-Württemberg erhielt,  schied 2023 aus dem Unternehmen aus.
Das Unternehmen ist heute einer der weltweit führenden Anbieter für Warm- und Kaltkammer-Druckgießmaschinen.

## Unternehmensstruktur

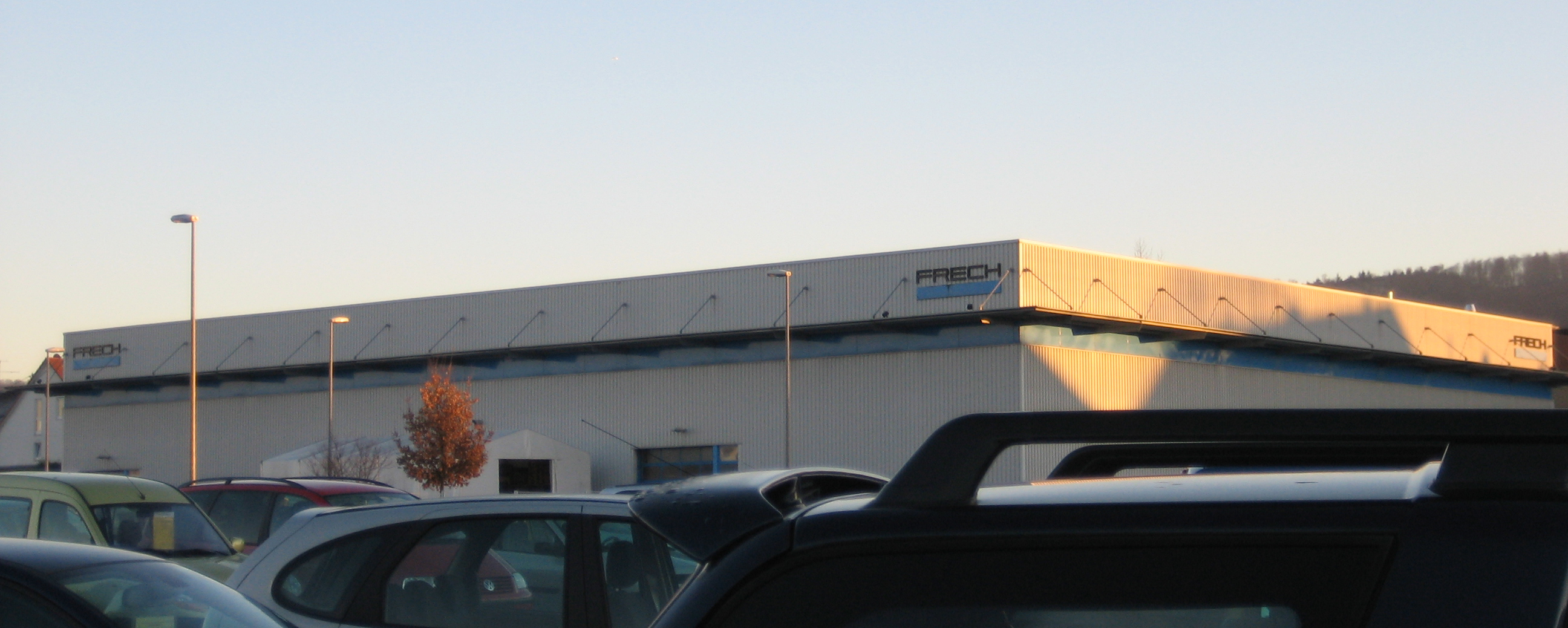
Werk 3 der Oskar Frech GmbH + Co. KG in Schorndorf

Geschäftsführung und Eigentümerstruktur
Seit dem 1. Januar 2023 wird das Unternehmen von Thomas Breins (Chief Financial Officer), Dr.-Ing. Thomas Franco (Chief Technology Officer) und Dr.-Ing. Alexander F. Marks (Chief Customer Officer) geleitet. Die Unternehmensgruppe ist bis heute zu 100 Prozent in Familienbesitz.
Mitarbeitende
Am Unternehmenssitz sowie in ihren Tochtergesellschaften und Verkaufsbüros beschäftigt die FRECH-Gruppe über 750 Mitarbeitende.
Tochtergesellschafen
Das Unternehmen hat 20 Tochtergesellschaften. Der Grundstein für die Internationalisierung wurde mit Gründung der ersten Tochtergesellschaft 1976 in Frankreich gelegt.
Folgende Unternehmen gehören zur FRECH-Gruppe:
- Moneva Druckguss (Deutschland)
- Robamat Automatisierungstechnik GmbH (Österreich)
- Spesima Automationsgeräte GmbH (Bulgarien)
- Meltec Industrieofenbau GmbH (Österreich)
- VDS/SA (Vakuum Druckguss Service) (Schweiz)
- FRECH ZPF (Deutschland)
- insightfabrix solutions (Deutschland)

Produktionsstätten, Vertriebsbüros und Netzwerk
Das Unternehmen fertigt Druckgießmaschinen am Stammsitz in Schorndorf-Weiler an, wo neben der Produktion auch die Verwaltung ansässig ist. Die Produktionsstätten in Schorndorf sowie in den nahegelegenen Gemeinden Urbach und Winterbach, aber auch das Verwaltungsgebäude wurden stets dem Wachstum entsprechend erweitert. Das 1976 errichtete Verwaltungsgebäude wurde vier Jahre später um einen Neubau erweitert. An internationalen Standorten erfolgten Neubauten in den USA (1999), China (2005), Polen (2006, Moneva), Bulgarien (2006, Spesima) und Österreich (2008, Meltec).
Weitere Produktions- und Montagestätten befinden sich in Plüderhausen, Spanien sowie in China. Service-Center befinden sich in Deutschland in der „Gießereihochburg“ Velbert und in Solingen sowie in den internationalen Niederlassungen der FRECH-Gruppe. 